# Gabriela, cynamon i goździki
Gabriela, cynamon i goździki (port. Gabriela, cravo e canela) – modernistyczna powieść brazylijskiego pisarza Jorge Amado, wydana w 1958 roku. Na podstawie książki w 1963 roku powstał film pod tym samym tytułem. Książkę przetłumaczono na 32 języki, w tym na polski.
Powieść zapoczątkowuje nowy cykl w twórczości Jorge Amado, w którym porzuca on tematy polityczne, a zwraca się w stronę wątków zmysłowych, erotycznych, a także podejmuje motywy związane ze związkami osób należących do różnych ras. W tej fazie twórczości pisarza, na pierwszy plan wybijają się postacie kobiet. Poza Gabrielą, do tego cyklu należą też takie powieści, jak Dona Flor i jej dwóch mężów oraz Tereza Batista wojowaniem zmęczona.
Gabriela, cynamon i goździki jest pierwszą powieścią Amado, która powstała po jego wystąpieniu z Partii Komunistycznej. Powieść jest powrotem do “cyklu kakaowego”, w którym pojawiają się postacie właścicieli ziemskich (coronéis), bandytów, prostytutek i oszustów, a wszystkie te postacie tworzą społeczeństwo związane z plantacjami kakao.

## Streszczenie
Gabriela przybywa do Ilhéus w 1925 roku w poszukiwaniu pracy. Znajduje zatrudnienie w barze “Vesúvio”, którego właścicielem jest Arab o imieniu Nacib. Nacib nie od razu dostrzega piękno Gabrieli, której skóra ma barwę cynamonu, a jej zapach można porównać do aromatu goździków. Dzięki obecności pięknej i zdolnej kucharki, bar Vesúvio wkrótce staje się miejscem tętniącym życiem i tłumnie odwiedzanym przez tamtejszych mężczyzn. Zazdrosny Nacib, aby zatrzymać Gabrielę tylko dla siebie, decyduje się ją poślubić, jednak małżeństwo nie leży w naturze wolnego ducha Gabrieli. Wkrótce Nacib znajduje ją w łóżku z Tonico Bastosem i unieważnia małżeństwo. Gabriela wciąż jednak jest zatrudniona w kuchni baru Vesúvio, a także odwiedza łóżko Naciba.
Gabriela, cynamon i goździki jest historią miłosną Naciba i przybyłej z interioru Mulatki Gabrieli, a także kroniką złotego okresu upraw kakao w regionie Ilhéus. Postać Gabrieli jest uosobieniem przemian, zachodzących w patriarchalnym i autorytarnym społeczeństwie.

## Nagrody
Źródła:
- Prêmio Machado de Assis (1959);
- Prêmio Paula Brito (1959);
- Prêmio Luísa Cláudia de Sousa (1959);
- Prêmio Carmem Dolores Barbosa (1959);
- Prêmio Jabuti (1959)

## Adaptacje
Źródła:

### Telenowele
- Gabriela - TV Tupi
- Gabriela (1975) - Rede Globo de Televisão z Sônią Bragą w roli tytułowej

### Kino
- Gabriela (1985) - w reżyserii Bruno Barreto z Sônią Bragą w roli tytułowej

### Taniec
- Spektakl w wykonaniu baletu Teatro Municipal do Rio de Janeiro

### Fotonowela
- Magazyn Amigo, Rio de Janeiro, październik 1975

### Komiksy
- Editora Brasil-América, Rio de Janeiro,
- Magazyn Klik, Ebal, Rio de Janeiro, 1975